# Die U-Boot Academy
Die U-Boot Academy (Going Under) ist eine US-amerikanische Filmkomödie von Mark W. Travis aus dem Jahr 1991.

## Handlung
Captain Biff Banner von der US Navy leidet unter Klaustrophobie, weswegen er bereits behandelt wurde. Er wird Befehlshaber des nuklear angetriebenen U-Bootes U.S.S. Sub-Standard. Das Boot weist zahlreiche Baumängel auf, weswegen die Erbauer ein Interesse am Sinken des Bootes haben, damit es nicht inspiziert wird.
Das U-Boot wird mit der Bergung eines Sprengkopfes in der Nähe der sowjetischen Küste beauftragt. Es verwendet eine Sonaranlage, die die Stimmen der Wale imitiert, doch das macht das Boot zum Jagdziel für Walfänger.
Der Sprengkopf wird gefunden, aber die sowjetische Flotte will ihn übernehmen. Die US Navy steht den Sowjets gegenüber. Banner verziert seinen Körper mit Kriegsbemalung, verkleidet sich als ein Footballspieler und bringt das Boot durch die sowjetischen Linien. In der sowjetischen Kommandozentrale schaut ein Bär über die Schulter der Offiziere auf den Bildschirm mit der Darstellung der Lage.
Ein Saboteur will den Sprengkopf explodieren lassen, aber es gelingt rechtzeitig, den Sprengsatz wegzubringen. Das Boot kehrt in die USA zurück.

## Kritiken
Das Lexikon des internationalen Films bezeichnete den Film als eine „tumbe Klamotte“.

## Hintergrund
Der Film wurde im Raum Los Angeles gedreht.